# Scotophilus nigrita
Scotophilus nigrita là một loài động vật có vú trong họ Dơi muỗi, bộ Dơi. Loài này được Schreber mô tả năm 1774.
Loài dơi này được tìm thấy ở Bénin, Cộng hòa Dân chủ Congo, Bờ Biển Ngà, Ghana, Kenya, Malawi, Mozambique, Nigeria, Sénégal, Tanzania, Togo và Zimbabwe. [Môi trường sống] tự nhiên của nó là vùng đất thấp nhiệt đới hoặc cận nhiệt đới rừng, khô savanna và xa vẳn ẩm. Đây là một loài không phổ biến và sinh học của nó rất ít được biết đến. Đó là mô tả lần đầu tiên vào năm 1774 bởi nhà tự nhiên học người Đức Johann Christian Daniel von Schreber, người đặt tên khoa học cho loài này là Vespertilio nigrita. Sau đó, nó đã được chuyển đến chi Scotophilus, biến loài này thành  Scotophilus nigrita 